# 러브씬넘버
《러브씬넘버#》는 2021년 2월 1일부터 2021년 2월 8일까지 대한민국 문화방송외 WAVVE 채널에서 방영된 텔레비전 드라마이다.

## 기획의도
23, 29, 35, 42세 주인공들에게 찾아온 인생 터닝포인트 속에서 연애, 사랑, 가치관에 혼란을 겪는 복합적인 심리를 섬세하게 묘사한 옴니버스형 드라마

## 제작진

### 제작사
- (주)위매드
- MBC

### 연출
- 김형민 :

### 극본
- 홍경실 :

## 출연

### 주요 인물
- 김보라 : 남두아 역 (23세)
- 심은우 : 이하람 역 (29세)
- 류화영 : 윤반야 역 (35세)
- 박진희 : 정청경 역 (42세)

## 러브 씬 넘버 #23

### 방송
- 2021년 2월 1일 ~ 2021년 2월 8일 MBC 밤 22:50 ~ 00:50

### 출연진
- 김보라 : 남두아 역 (23세) - S대 심리학과 학생
- 김종훈 : 유다함 역 (24세) - 타 대학교 학생
- 김준경 : 연상우 역 (29세) - S대 심리학과 대학원생
- 김성현 : 한시한 역 (22세) - S대 공대 학생
- 김영아 : 전지성 역 (44세) - 에세이 작가
- 안정훈 : 도한울 역 (23세) - 두아의 절친한 친구

## 러브 씬 넘버 #29

### 출연진
- 심은우 : 이하람 역 (29세) - 초등학교 교사.
- 한준우 : 박정석 역 - 하람의 前 남편이자, 중학교 수학교사.
- 윤유선 : 노선화 역 - 하람의 어머니이자, 자신보다 어린 남자 하나를 만나 연애를 시작한다.
- 김다현 : 조지 역 - 선화의 남자친구이자, 유명레스토랑의 쉐프로 카페에서 우연히 만난 선화를 보고 운명적으로 반해 사랑에 빠진다.
- 김영아 : 전지성 역 (44세) - 베스트샐러 에세이 작가이자 성문의 아내

## 러브 씬 넘버 #35

### 출연진
- 류화영 : 윤반야 역 (35세) - 한 때 주목받는 영화감독이었지만 소리 소문없이 잊혀졌고, 서른 다섯이 된 지금은 가까스로 시간 강사로 연명하고 있다. 마이너스 통장과 보증금 천만원 월세 오피스텔 하나 외엔 가진 것 없는 인물
- 김승수 : 현성문 역 - 작가 모임을 통해 알게 된 반야에게 차기작 집필에 대한 도움을 요청할 정도로 긴밀한 사이
- 김영아 : 전지성 역 (44세) - 베스트샐러 에세이 작가이자 성문의 아내

## 러브 씬 넘버 #42

### 방송
- 2021년 2월 8일 MBC 밤 22:40 ~ 00:50

### 출연진
- 박진희 : 정청경 역 (42세) - 가구 디자이너로 운범의 아내
- 지승현 : 우운범 역 - 청경의 남편이자, 동업자.
- 차수연 : 권화란 역 - 운범의 첫사랑이자, 명운의 아내.
- 현우성 : 한명운 역 - 세계적인 화가.
- 김영아 : 전지성 역 (44세) - 베스트샐러 에세이 작가이자 성문의 아내

## 시청률
최저 시청률과 최고 시청률은 시청률 조사회사와 지역별로 시청률에 차이가 있을 수 있습니다.
| 2021년 | 2021년           | 2021년        | 2021년        |
| 회차   | 방송일           | AGB 시청률    | AGB 시청률    |
| 회차   | 방송일           | MBC TV 본방송 | MBC TV 본방송 |
| ------ | ---------------- | ------------- | ------------- |
| 제1회  | 러브 씬 넘버 #23 | 1부           | 0.6%          |
| 제1회  | 러브 씬 넘버 #23 | 2부           | 0.8%          |
| 제2회  | 러브 씬 넘버 #42 | 1부           | 1.1%          |
| 제2회  | 러브 씬 넘버 #42 | 2부           | 1.3%          |